# ملعب دوبسونفيل
دوبسونفيل (بالإنجليزية: Dobsonville)‏ ملعب هو ملعب متعدد الأغراض في سويتو ، وهي ضاحية من ضواحي جوهانسبورغ، جنوب أفريقيا. وتستخدم في الغالب لمباريات كرة القدم، ولكن مجهز أيضا مع مسار ألعاب القوى. وهو الستاد الرئيسي لفريق موروكا سوالوز، وهوو نادي كرة القدم يلعب في الدوري الممتاز لكرة القدم في جنوب إفريقيا. وقد استخدم أيضا كملعب تدريب للفرق المشاركة في كأس العالم 2010 لكرة القدم ، بعد أن تم تجديده في عام 2009 متناسبا مع معايير الفيفا
بني ملعب دوبسونفيل في عام 1975 بسعة 20000 ويمكن أن يستوعب الآن 24000 متفرج.